# Mauitaha Island (Marotere Islands)

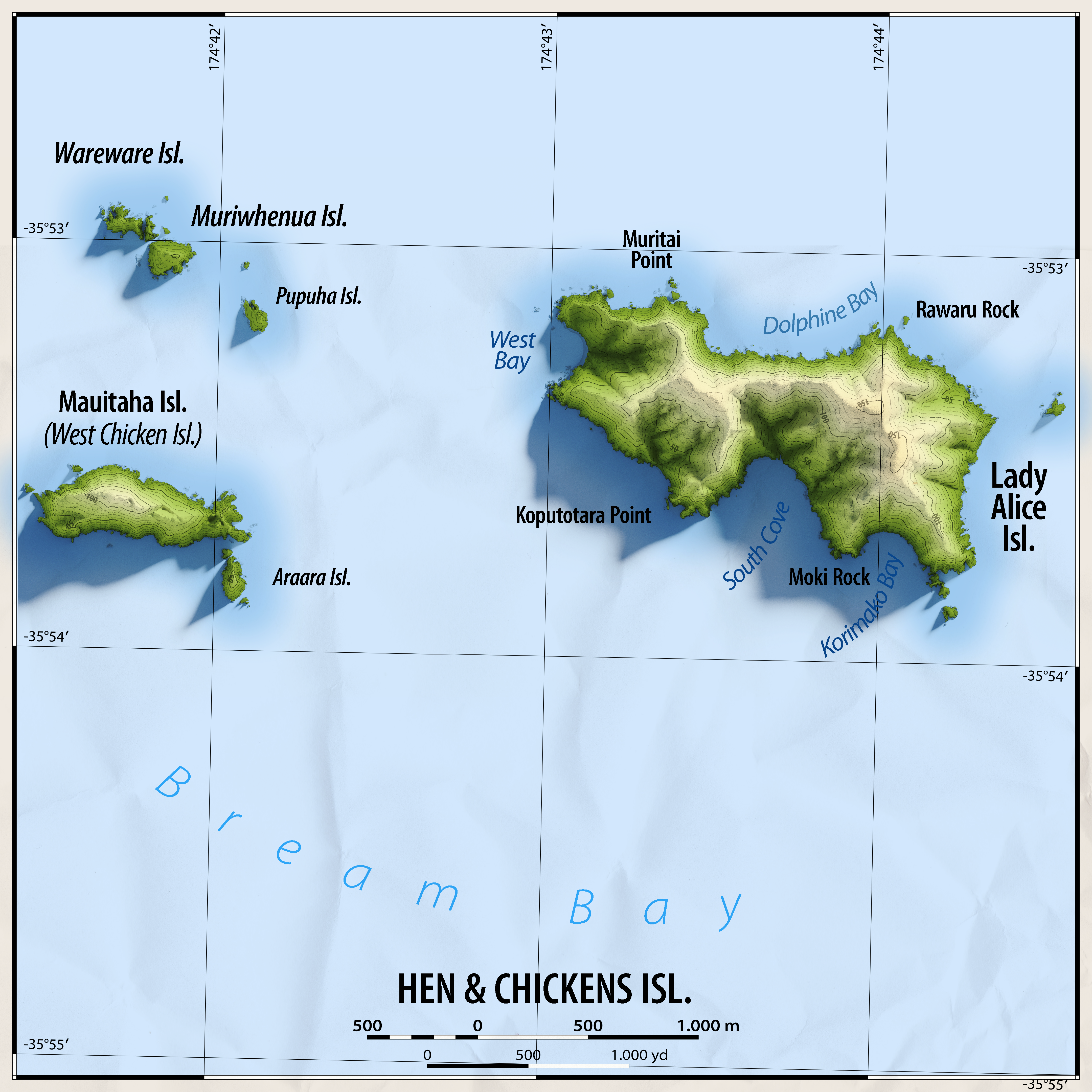
Karte der Hen islands

Mauitaha Island, früher West Chicken Island genannt, ist eine Insel an der Ostküste der Region Northland im Norden der Nordinsel von Neuseeland.

## Umbenennung der Insel
Mit der Veröffentlichung in der New Zealand Gazette vom 24. Februar 1972 wurde bekannt gemacht, dass das New Zealand Geographic Board mit Wirkung vom 30. März 1972 die Insel West Chicken Island in Mauitaha Island umbenannt hat.

## Geographie
Mauitaha Island ist die westlichste Insel der Inselgruppe der Marotere Islands, die zusammen mit der südlich befindlichen Insel Taranga Island zur Inselgruppe der Hen and Chickens Islands gehört. Die Insel befindet sich rund 10 km ostsüdöstlich von Bream Head, der rund 24 km südöstlich von Whangārei an der Ostküste der Region Northland zu finden ist. Die Insel verfügt über eine Fläche von 22 Hektar und dehnt sich über eine Länge von rund 995 m in Ost-West-Richtung aus. An der breitesten Stelle misst die Insel rund 315 m in Nord-Süd-Richtung. Mauitaha Island besitzt eine maximale Höhe von 125 m.
Als einzige in unmittelbarer Nachbarschaft von Mauitaha Island ist die in einem Abstand von nur 40 m in südlicher Richtung befindliche Insel Araara Island anzusehen.  Die drei Nachbarinseln Pupuha Island, Muriwhenua Island und Wareware Island befinden sich 720 m, 870 m und 1050 m nördlich. Der Abstand zur größten Insel der Gruppe Lady Alice Island, die ostnordöstlich von Mauitaha Island zu finden ist, beträgt 1,5 km.

## Geologie
Die Insel stellt zusammen mit ihren Nachbarinseln den nördlichen Überrest eines Schichtvulkans aus dem Miozän dar, zu dem ebenfalls Bream Head sowie Taranga Island und die kleine Insel Sail Rock gehören. Die Form der Insel wurde vermutlich vor der letzten Eiszeit durch subaerische Erosion gebildet.